# Шанагинское сельское поселение
Се́льское поселе́ние «Шанагинское» (бур. Шанагын hомон) — муниципальное образование в Бичурском районе Бурятии Российской Федерации.
Административный центр — улус Шанага.

## История
Статус и границы сельского поселения установлены Законом Республики Бурятия от 31 декабря 2004 года № 985-III «Об установлении границ, образовании и наделении статусом муниципальных образований в Республике Бурятия»

## Население
| 2002 | 2011 | 2012 | 2013 | 2014 | 2015 | 2016 |
| ---- | ---- | ---- | ---- | ---- | ---- | ---- |
| 497  | ↗523 | ↘492 | ↘472 | ↘460 | ↘457 | ↘446 |
| 2017 | 2018 | 2019 | 2020 | 2021 | 2023 | 2024 |
| ↗455 | ↘442 | ↘430 | ↘426 | ↘396 | ↘385 | ↘375 |

## Состав сельского поселения
| № | Населённый пункт | Тип населённого пункта       | Население |
| - | ---------------- | ---------------------------- | --------- |
| 1 | Амагалантуй      | улус                         | ↘45       |
| 2 | Шанага           | улус, административный центр | ↗455      |